# Hövel (Adelsgeschlecht)

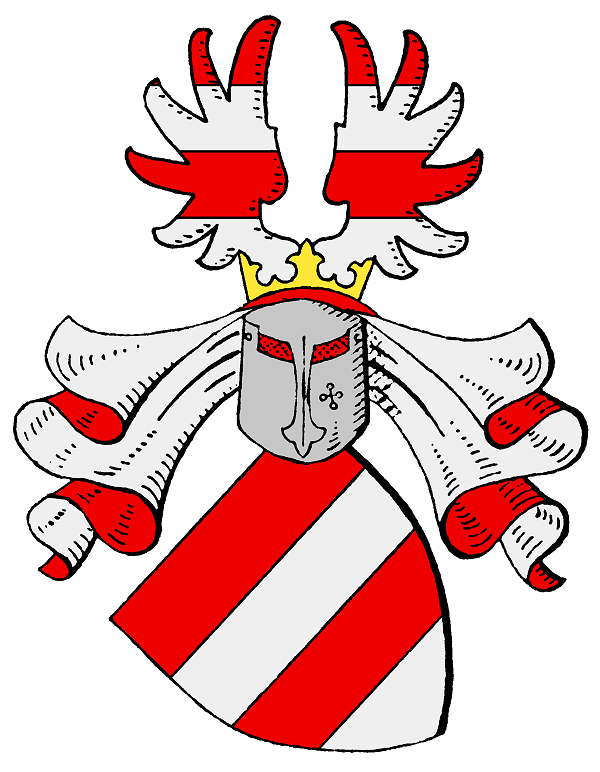
Wappen derer von Hövel

Hövel ist der Name eines alten westfälischen Adelsgeschlechts, das zu den Ministerialen der Grafen von Hövel zählte und nicht mit diesen verwechselt werden darf. Auch ist das Geschlecht nicht mit den westfälisch-niederländischen Hövell und den ebenfalls aus Westfalen stammenden von Höveln zu verwechseln, die sich in jüngerer Zeit ebenfalls Hoevell nennen. Die Familie, von der Zweige bis heute bestehen, nahm nach der Belehnung mit Hövel diesen Namen an.

## Geschichte
Im Jahre 1145 belehnte Graf Adolf II. von Berg und Hövel die Burg Hövel mit großem Landbesitz an einen seiner Ministerialen. In dieser Zeit nahm dieser den Namen der Burg an und nannte sich „de Hüvele“. Im Laufe der Zeit tauchten verschiedene Schreibweisen wie de Hovele, de Huvele und de Houele auf.
Das Geschlecht wird urkundlich erstmals im Jahr 1198 mit Lambertus de Hovele erwähnt, der einen Grundstückstausch des Grafen von Arnsberg mit einem Propst vom Kloster Cappenberg bezeugt. In der gleichen Urkunde ist auch ein Werner de Hüvele aufgeführt, der dann 1229 als zusätzliches Lehen den Hof Krutmann in Barsen besitzt.
Lambert de Hüvele hat nur einen Sohn mit Namen Johann. Johann de Hüvele tritt als Zeuge beim Ländertausch des Fürstbischofs Ludolf von Münster um 1238 auf. Bereits 1243 soll Johann de Hüvele Burgmann beim Grafen Adolf I. von der Mark sein.
Ein Godfried de Houele tritt als Zeuge beim Propst in Cappenberg auf, als Graf Engelbert I. von der Mark im Jahre 1260  für getanes Unrecht am Kloster Cappenberg  Abbitte leistet. Im Jahre 1262 ist ein Johannes de Houele Domherr in Münster. Unter diesem Namen zeichnet er als erster Verträge, dann kamen verschiedene Ritter als Zeugen.
Am 24. Juni 1269 bestätigt Godefridus de Hüvele als erster Zeuge den Vertrag des Grafen Engelbert von der Mark mit den Bürgern der jungen Stadt Hamm über das Münzschlagen. Am 21. März 1279 unterzeichnet Godefridus de Hüvele als erster Zeuge einen Vertrag des Grafen Eberhard I. von der Mark, als er den Bürgern der Stadt Hamm das Lippstädter Recht als Stadtrecht verleiht.
Um 1280 gründete Eberhard von der Mark gemeinsam mit seiner Ehefrau Ermegard das Nordenhospital zu Hamm. Als Zeugen waren zugegen: Godefridus de Hüvel und Johann de Hüvele. Im Jahr 1297 wurde Johann de Hüvele Burgmann in Stromberg. Hermann de Hüvele war zur gleichen Zeit Amtmann beim Fürstbischof zu Münster. Lambert de Hüvele, der älteste Sohn, wird wahrscheinlich weiter auf Burg Hövel gewohnt haben. Er war mit Odburgis verheiratet. Sie hatten aus der Ehe sechs Kinder, und zwar die Töchter Ermegardis und Christina und die Söhne Statius, Lambert, Johann und Godfried. Lambert de Hüvele verblieb auf der Burg Hövel. Die anderen wurden Ministeriale bei verschiedenen Grafen. Lambert hatte eine Tochter mit Namen Otburga, die Nonne im Kloster Welver wurde, und fünf Söhne, Lambert, Deibolt, Godfried, Johann und Hermann. Hermann wurde Domherr in Münster, Johann de Hüvele Ritter und Burgmann in Stromberg. Nun erwarb Lambert de Hüvele von den Klosterfrauen in Herford das Lehnsrecht des Hauses Stockum und erwarb die Burg Geinegge. Lehnsherr des Hauses Stockum wurde Godfrid de Hüvele, Herr über die Burg Geinegge sein Sohn Lambert. Dreibolt de Hüvele wurde Herr über Burg Hövel. Er war verheiratet mit Elseke. Am 31. Oktober 1323 schenkte Dreibold de Hüvele mit Genehmigung seiner Ehefrau Elseke eine Abgabe aus dem Schürkmanns Erbe in Nordick. Neben Getreideschenkungen an den Pastor, verschiedenen Schuldenerlassen u. ä. wurde das Gut Nortwick, das zu diesem Zeitpunkt noch zum Kirchspiel Bockum gehörte, an einen Johann von Berle verschenkt. Das Siegel des Dreibolt de Hüvele hängt noch unversehrt an einem Pergamentstreifen der Schenkungsurkunde.
Um das Jahr 1339 schenkte der Knappe Albert de Hüvele seiner Ehefrau und seinen Kindern Albert, Johann, Arnold und Bromeken, dem Pastor Ruitger von dem Grotenhuis zu Hövel eine Wiese in der Bockumer Grafenmersch, für die jährlich drei Seelenmessen gehalten werden sollten. Lambert de Hüvele schenkte den Bauern um 1385 eine Kapelle.
1390 war Lambert de Hüvele Zeuge beim Verkauf des Freistuhles zu Ascheberg. Er wohnte zu dieser Zeit auf seiner Burg Hövel. 1448 heiratete Evert von Mersfeld eine Gödeke de Hüvele, die auf der Burg in Hövel wohnte.
Die ununterbrochene Stammreihe des Geschlechts beginnt mit Johann von Hövel um 1450. Er tritt bereits 1441 als Zeuge in einer Urkunde mit dem Namen Johan van Hovele to Geynetge auf.
1467 schenkte Heinrich de Hüvele der Kirche in Hövel zwei Schillinge aus dem Dalhoffs Erbe und zwei Schillinge aus Weilings Erbe. Zeuge des Schenkungsakts waren der Pastor Wilhelm Wittling, Gert von Galen und Schulte von Swederink.
1507 wohnten auf der Burg Hövel Dietrich de Hüvele und seine Ehefrau Frederene.
1527 verschrieben Gerd de Hüvele und seine Ehefrau Frye die Hälfte der Rente aus den ihnen gehörigen sechs Höfen in der Bauerschaft Natorp im Kirchspiel Drensteinfurt.
Hermann von Hoevell begab sich um 1544 nach Livland, wo er zuerst Herr über Pernau war. Er vermählte sich mit Gertke von Uexküll, die als Witwe Konrad von Vietinghoff, den Bürgermeister von Pernau, heiratete. Seine Nachfahren besaßen das Gut Wohlfahrt noch bis ins 17. Jahrhundert.
Im Jahre 1550 ging die Burg Hövel in die Hände der Familie von Reck in Heessen über. Um 1580 war der Besitzer der Burg Hövel Hermann von der Reck in Heessen, der sich auch Schlossherr von Hövel nannte. Diedrich von Kaldenhof war der nächste Burgherr von Hövel. Er musste diese Burg verkaufen, da er in Konkurs ging. Haus Ermelinghof und die Burg Hövel kaufte im Jahre 1608 Pastor Baggel, Pfarrer an der Pankratiuskirche in Hövel. Er richtete dort eine Familienstiftung ein. Die Wassergräben wurden zugeschüttet, so dass heute nichts mehr von dem ehemaligen Herrensitz zu sehen ist.
Direkte Nachkommen des Höveler Geschlechtes wohnen heute noch in Junkernthal im Westerwald und Herbeck an der Lenne. Ihnen wurde der Freiherrentitel erst um 1850 verliehen.

## Wappen
Das Wappen zeigt einen dreimal von Rot und Silber geteilten Schild.  Auf dem Helm mit rot-silbernen Decken steht ein wie der Schild bezeichneter offener Adlerflug. Zuweilen war der Schild auch viermal geteilt, so dass in Silber zwei rote oder in Rot zwei silberne Balken erschienen.

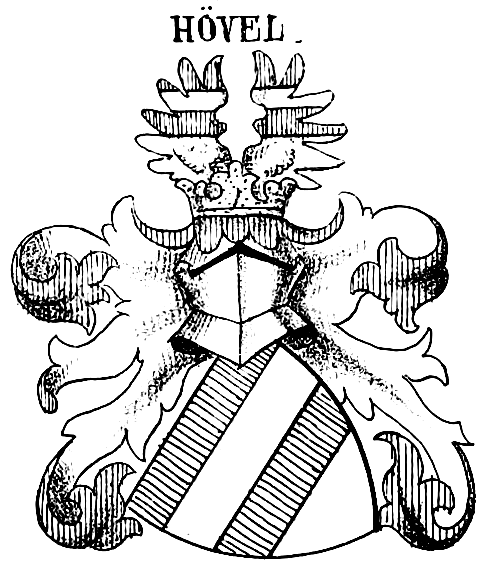
Wappen der Hövel in Siebmachers Wappenbuch (1878)
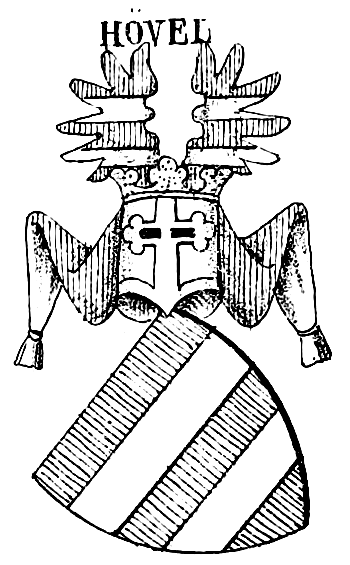
Wappenvariante der Hövel in Siebmachers Wappenbuch (1878)
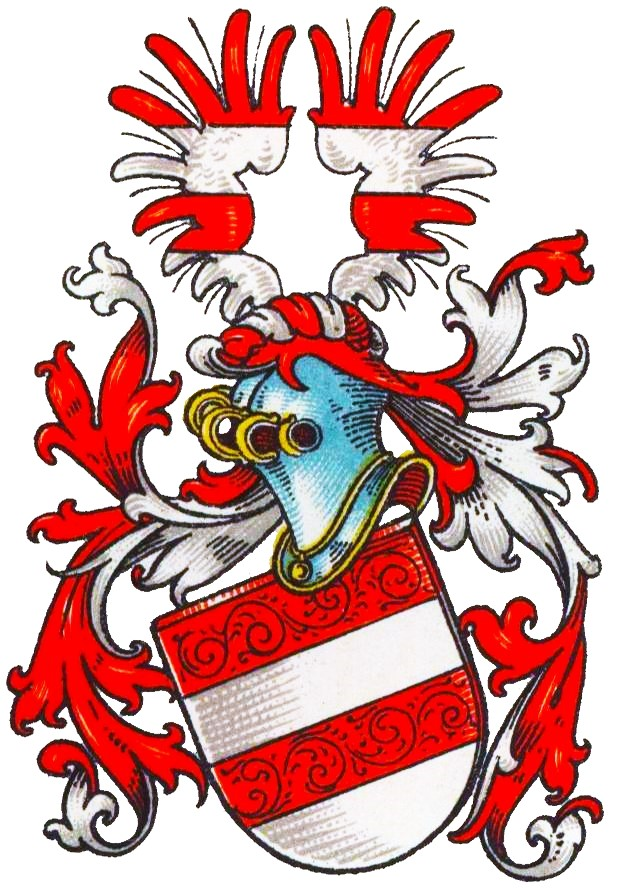
Wappen der Hövel (III) (Huvele) im Wappenbuch des Westfälischen Adels

## Bekannte Familienmitglieder
- Arnold von Hövel († 1301), römisch-katholischer Geistlicher, Domherr zu Münster und bischöflicher Offizial
- Gottfried von Hövel, († 14. Jahrhundert), Domherr zu Münster und bischöflicher Offizial
- Werner von Hövel († 1336), Domherr zu Münster
- Hermann von Hövel († 14. Jahrhundert), römisch-katholischer Geistlicher und Domherr sowie Domdechant in Münster
- Bernhard von Hövel († 1357), Domherr zu Münster
- Hermann von Hövel († 1478), römisch-katholischer Geistlicher, Domherr zu Münster, verließ 1466 den geistlichen Stand
- Friedrich von Hövel (1766–1826), Verwaltungsbeamter und Politiker, gehörte zur politischen und intellektuellen Führungsschicht Preußens
- Joseph Anton Friedrich August von Hövel (1842–1917), deutscher Politiker und Regierungspräsident in Koblenz